# 謙信道

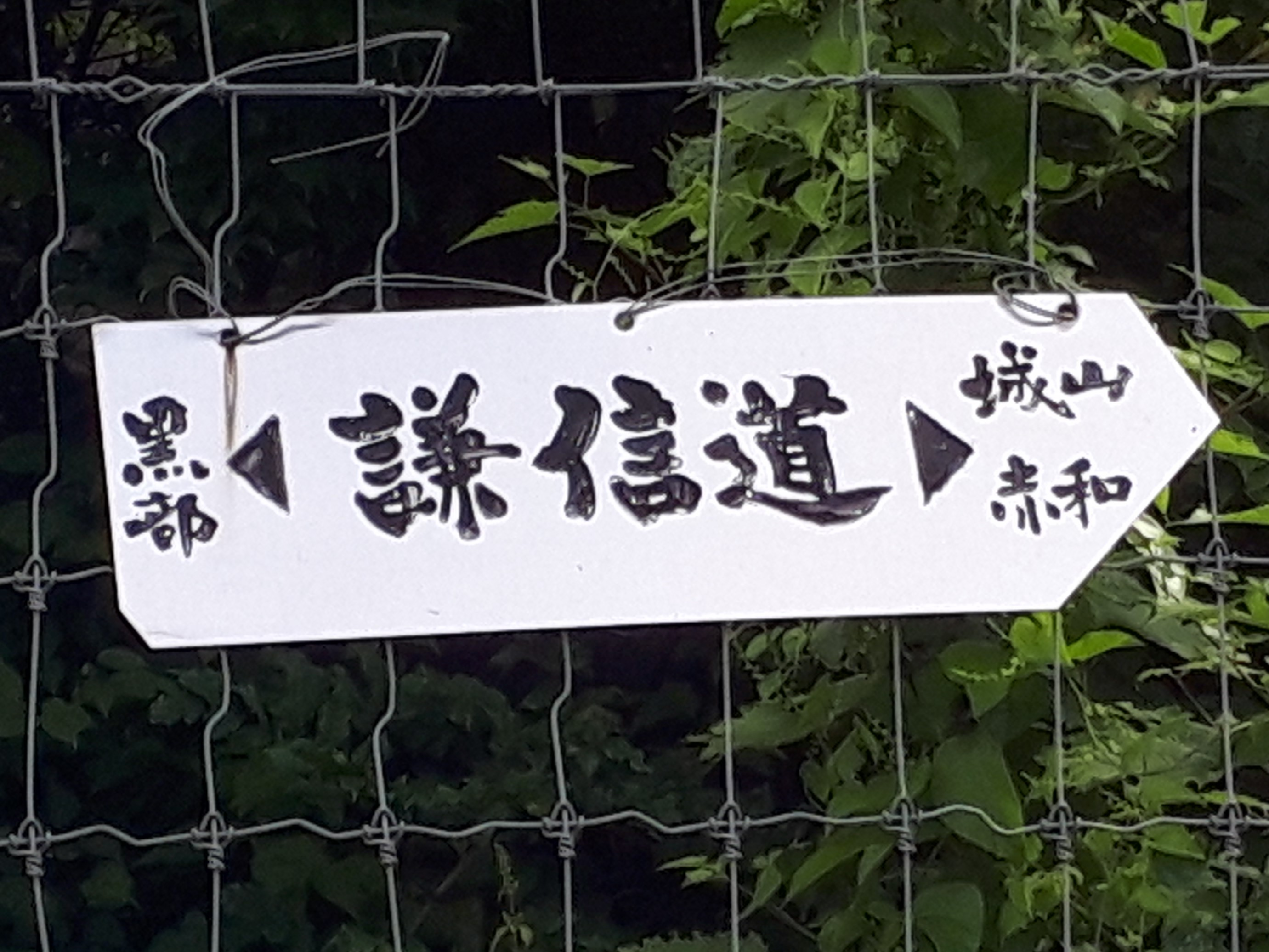
長野県高山村にある謙信道の看板

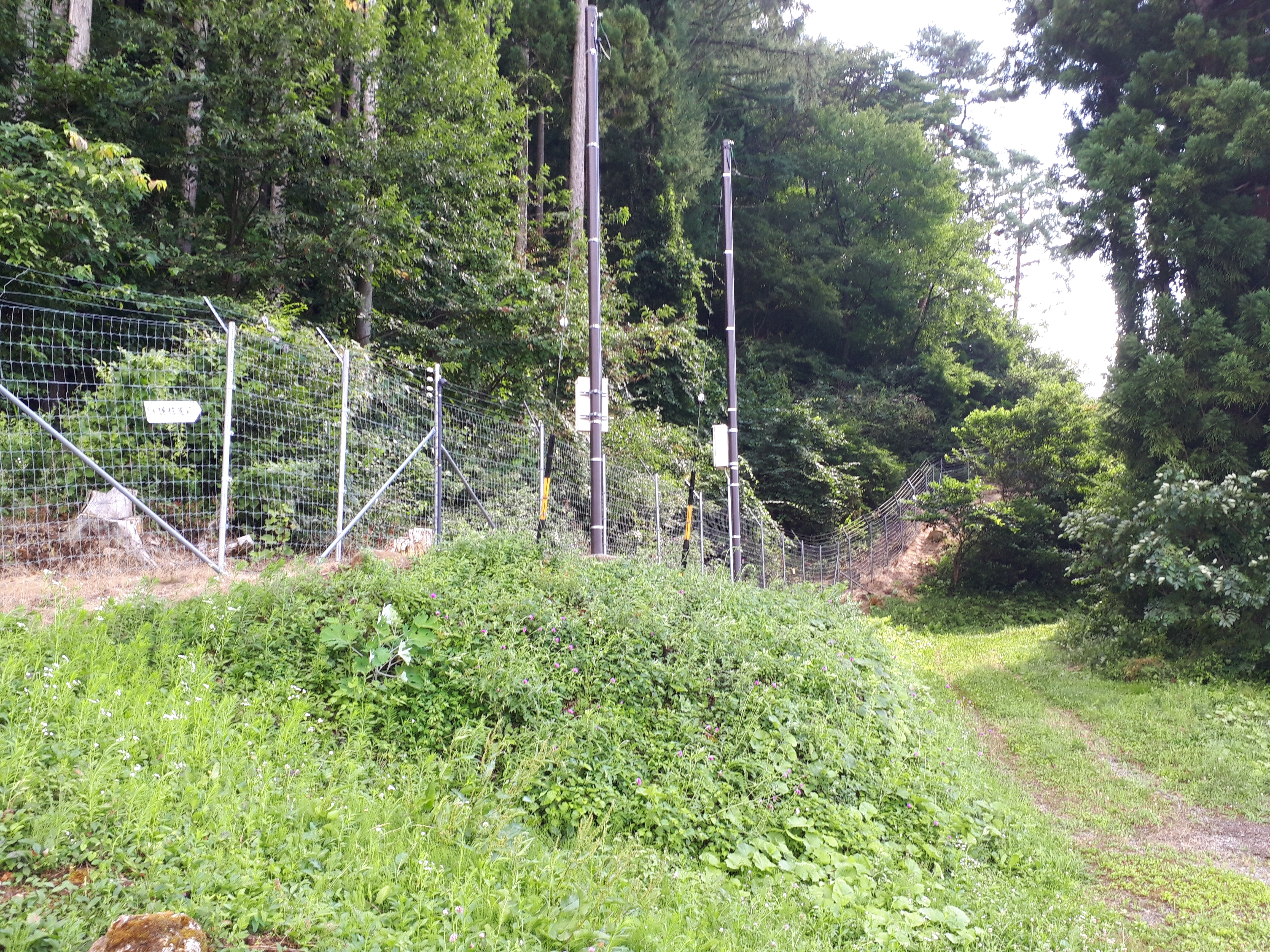
高山村(長野県)の謙信道との看板がある林道。黒部地区－赤和地区。

謙信道（けんしんみち）は、戦国大名・上杉謙信が川中島の戦いの時に軍事目的で使った道といわれ、居城の春日山城(上越市)から飯山市を通り木島平村、山ノ内町、高山村、須坂市を通り松代町に至る道である。当時は高山村内で群馬県草津町及び嬬恋村方面に通じる道と交差しており謙信が関東管領の時には関東への通り道としても利用された。

## 詳細
謙信道のルートは春日山城から富倉峠(飯山市)へ、木島平村から須賀川(山ノ内町)を通り寒沢(菅)を抜け小池峠に至る。高山村では別ルートとして間山峠(中野市)経由の道も伝承されている。
高山村のルートは宮村から松川を渡り牧に至る。福井原 
から樋沢川を渡って黒部、城山 、赤和、久保、水中(水中しだれ桜　廉嶋神社)、灰野峠を抜け須坂市の豊丘から長野市若穂地区を通って松代に至る。
また、善光寺平から上州(群馬県)へ抜ける二つの道が高山村で交差しており、福井原(高山村)から毛無峠を抜け嬬恋村に至る『毛無道』と山田峠(草津白根山山麓経由)を越える『草津道』があった。『毛無道』の資料での初見は『神道集』で、これらの道が中世から存在していた事がわかる。

高山村村内には各地に伝承が残り中世以降も村民に利用されていたと思われ、現在も一部が農道や林道として利用されている。上杉謙信は第四次川中島の戦いで武田信玄を打ち損じ、僅かな兵で謙信道を逃げ延びた様子が『甲越信戦録』に掲載されている。 

## 地図
1. ↑  春日山城マップ表示
2. ↑  富倉峠マップ表示
3. ↑  木島平村マップ表示(上木島郵便局前)
4. ↑  須賀川マップ表示(須賀川郵便局前)
5. ↑  寒沢マップ表示(菅バス停前)
6. ↑  小池峠マップ表示
7. ↑  間山峠マップ表示
8. ↑  宮村マップ表示(宮村バス停前)
9. ↑  牧マップ表示(牧郵便前)
10. ↑  福井原マップ表示
11. ↑  黒部マップ表示(天照大神社)
12. ↑  城山マップ表示(城山城址入り口)
13. ↑  赤和マップ表示(赤和集落センター前)
14. ↑  久保マップ表示
15. ↑  水中マップ表示(水中しだれ桜付近)
16. ↑  灰野峠マップ表示
17. ↑  豊丘マップ表示(須坂豊丘簡易郵便局前)
18. ↑  若穂(保科)マップ表示(保科郵便局前)
19. ↑  松代マップ表示(妻女山展望台付近)
20. ↑  毛無峠マップ表示(小串鉱山跡)
21. ↑  山田峠マップ表示(山田峠避難小屋付近)